# Chahin Giray
Chahin ou Şahin Giray, né en 1745 à Andrinople et mort en 1787 à Rhodes, est le dernier des khans de Crimée. Il règne de 1777 à 1783.

## Origine
Chahin Giray est le fils d'Ahmed, quatrième fils du khan Devlet II Giray.

## Règne
En 1775, son frère Sahib II Giray, khan de Crimée, est chassé du pouvoir par Devlet IV Giray. En 1777, des agents russes provoquent le renversement du khan et son remplacement par son cousin Chahin, frère de son prédécesseur, qui est par son père Ahmed un petit-fils de Devlet II Giray. Chahin Giray se reconnaît le 4 mars 1777 vassal de Catherine II de Russie.
En octobre 1777, les Tatars, incités par la Sublime Porte, attaquent la Russie. Chahin Giray se réfugie chez ses protecteurs et Bakht Giray, fils de Krim Giray, est proclamé khan provisoirement par les Turcs avant que Chahin Giray ne soit rétabli. Le 31 août 1779, Chahin Giray est officiellement reconnu comme khan indépendant par le gouvernement ottoman.
Lorsqu'en 1782, les nobles du khanat se révoltent une nouvelle fois contre lui et le remplacent par Bahadir II Giray, Chahin Giray fait immédiatement appel aux Russes et le prince Grigori Potemkine intervient en Crimée à la tête de 70 000 hommes ; il annexe le pays le 19 avril 1783.
Chahin Giray est alors expulsé en territoire ottoman. Les Turcs se vengent de lui en l'exilant à Rhodes où il est étranglé et décapité en 1787.